# Asunaro hakusho
Asunaro hakusho (あすなろ白書? lett. "Il libro bianco Asunaro") è un manga di Fumi Saimon, serializzato sulla rivista Big Comic Spirits della Shogakukan. Il manga ha vinto il premio nella categoria "manga" agli Shogakukan Manga Award del 1992.
Il manga è stato adattato dalla televisione giapponese in una serie live action, che è stata trasmessa dall'11 ottobre al 20 dicembre 1993 sulla Fuji TV. Gli indici di ascolto del dorama sono stati del 31,9% in totale, rendendolo uno dei drama più visti in Giappone negli anni '90. La colonna sonora comprendeva canzoni di S.E.N.S. feat. Fujii Fumiya (True Love), Touge Keiko (Hitosaji no Yuuki) e Fujii Fumiya (Just Like Wind).
Il modo di recitare di Takuya Kimura, in particolare la sua famosa battuta «Non sono abbastanza per te?», è diventato una moda del momento in Giappone, ed è stato ripreso varie volte all'interno dello stesso mondo dello spettacolo nipponico. Questo drama, inoltre, ha avuto la funzione di trampolino di lancio per il successo che lo stesso Kimura avrebbe poi avuto successivamente.
Il manga, inoltre, ha ispirato una più recente serie televisiva prodotta a Taiwan, intitolata Tomorrow, con Rainie Yang e Shawn Yue.

## Dorama

### Trama
La storia segue le vite di cinque giovani studenti universitari, ed è particolare poiché sembra maturare insieme a loro, che sono amici. Tamotsu (Michitaka Tsutsui) e Osamu (Takuya Kimura) si innamorano della stessa ragazza, Narumi (Hikari Ishida), che tra i due preferisce Tamotsu. In modo da non farsi del male l'un l'altro, i due amici decidono di evitare di iniziare una relazione con Narumi, il che inavvertitamente porta zizzania tra i due. Dopo la morte accidentale di Junichiro (Hidetoshi Nishijima), uno del gruppo di amici, i due protagonisti abbandonano per varie ragioni l'università, lasciando Narumi l'unica a proseguire e concludere gli studi. Qualche anno più tardi, si incontrano tutti di nuovo e vengono a scoprire, con sorpresa, dei segreti che non erano stati rivelati prima.

### Cast della serie televisiva
- Hikari Ishida: Narumi Sonoda
- Michitaka Tsutsui: Tamotsu Kakei
- Takuya Kimura: Osamu Toride
- Anju Suzuki: Seika Higashiyama
- Hidetoshi Nishijima: Junichiro Matsuoka
- Ayako Sugiyama: Kyoko Machida
- Yumi Morio: Harumi Sonoda
- Mariko Kaga: Mitsuko Kakei
- Koichi Iwaki: Sosuke Akiba